# Aichryson × azuajei
Aichryson × azuajei, hibridna vrsta roda Ajhrizon s Kanarskih otoka, pripada porodici tustikovki.